# 周泽荣
周泽荣（1954年—），澳大利亚华人，地产开发商侨鑫集团创办人，广东华兴银行董事长，祖籍广东省汕头市。

## 生平
周泽荣生于广东省汕头市，1970年代移民香港，1980年代移居香港，1988年回广东创业，在1990年代创办侨鑫集团，涉足房产地、金融、教育、医疗、保健及媒体产业。
2001年，周泽荣与《羊城晚报》共同创办《新快报》，2004年在澳洲成立亲中中文报纸《澳洲新快报》，由曾担任新南威尔士州州长鲍勃·卡尔种族政策顾问的女儿Winky Chow打理。卡尔曾主持《澳洲新快报》的发行仪式。2019年9月23日，《澳洲新快报》及旗下两份刊物停刊，转型为新媒体。

## 间谍疑云
2013年，联邦调查局指控澳洲籍华人严雪瑞用周泽荣提供的20万澳元，行贿时任联合国大会主席约翰·威廉·阿什，安排对方出席周泽荣在广州从都国际庄园出席会议。严雪瑞最终认罪，被判20年监禁，周泽荣未被控罪。另外，文件显示周泽荣与中共统战部关系密切。
2016年，周泽荣向澳州联邦法院起诉《每日电讯报》发行商Nationwide News Pty Ltd及其姊妹公司News Life Media Pty犯诽谤罪，指控该报2015年发布的文章造谣他贿赂了约翰·阿什。双方最终达成和解，控方向辩方赔偿6.5万澳元，并在2016年12月23日刊登道歉声明。
2017年6月，澳大利亚广播公司《四角方圆》节目与Fairfax Media进行联合调查，发现周泽荣在澳洲安全情報組織一份文件中被列为“中共代理人”。而在《澳洲人报》的后续报道中，周泽荣否认自己是中共代理人，表示自约翰·霍华德执政以来，历届都让他帮忙提升澳洲在中国的利益，包括在2001年成功游说中国政府与澳洲政府签订1500亿美元的天然气协议。其后周泽荣向联邦法院起诉澳大利亚广播公司，2021年2月被判胜诉，获得59万美元赔偿，同时广播公司被禁止重新播出《四角方圆》节目的部分内容。
2019年2月，周泽荣在新南威尔士州起诉《悉尼晨锋报》发行商Fairfax Media，指控该报2015年的一篇文章炒作阿什事件。《悉尼晨锋报》方面表示会上诉，但案件于2020年3月被联邦法院驳回。周泽荣获得28万澳元赔偿，将其中大部分款项捐赠给支持澳洲退伍军人及其军属的慈善机构。
2022年2月，澳州参议员金伯莉·基钦利用议会特权，向澳洲情报组织负责人提出周泽荣是中共代理人，协助中国干涉大选，安插亲中政客。